# Desmiphora kawensis
Desmiphora kawensis là một loài bọ cánh cứng trong họ Cerambycidae.